# Fly Me to the Moon
Fly Me to the Moon è un brano musicale scritto da Bart Howard nel 1954 con il titolo In Other Words. La canzone divenne popolare grazie alla prima riga del testo, "Fly Me to the Moon", ma ci sono voluti alcuni anni affinché gli editori cambiassero il titolo ufficialmente.

## Struttura musicale
Bart Howard, nato nel 1915, aveva inutilmente inseguito il successo come pianista per quasi vent'anni e sarebbe rimasto un personaggio di seconda o terza categoria nei cabaret di Manhattan se un giorno un editore musicale non gli avesse chiesto di scrivere finalmente una melodia facile da eseguire. A proposito di questa composizione, rivelò che aveva impiegato non più di venti minuti per scriverla. La canzone si apre con uno schema a frasi discendenti di cinque note ed è stata proprio la semplicità di questo schema a farla imprimere nella memoria dell'ascoltatore. Originariamente composta a tempo di valzer (3/4) per Felicia Sanders, vocalist per l'orchestra in cui Howard lavorava, fu in seguito riarrangiata a swing (in 4/4) da Quincy Jones per l'esecuzione di Frank Sinatra con la big band di Count Basie nel 1964.

## Storia

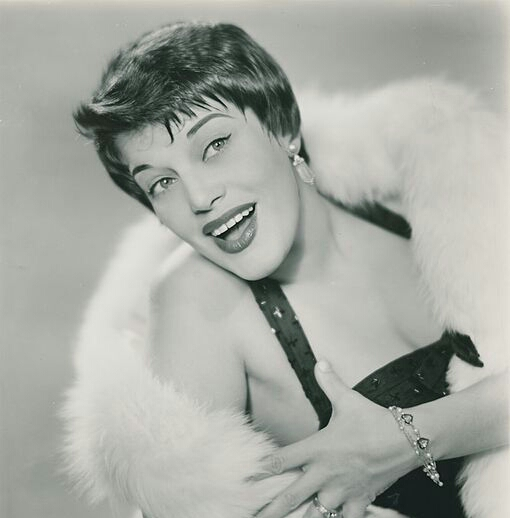
Kaye Ballard verso la fine degli anni '50

Il brano fu registrato per la prima volta nel 1954 da Kaye Ballard e pubblicato da Decca Records. Nel 1956 è stato registrato da Portia Nelson per il suo album, Let Me love you. Nello stesso anno, Johnny Mathis incise il brano e per la prima volta venne stampato sulla copertina il titolo Fly me to the moon.
Felicia Sanders, l'interprete che per prima aveva cantato la canzone, la registrò nel 1959 con il titolo Fly me to the moon sotto l'etichetta Decca, ma alla sua incisione fecero subito seguito quelle di Nancy Wilson e, nel 1960, di Peggy Lee che per prima la portò al successo commerciale presentandola all'Ed Sullivan Show, la trasmissione televisiva più seguita all'epoca. A seguito di questo successo, Howard fu incoraggiato a cambiare il titolo ufficiale della canzone, che nel tempo divenne uno standard sia dell'easy listening, sia del jazz.
Nel tardo 1961 Nat King Cole registrò la canzone con un arrangiamento d'archi per l'album Nat King Cole Sings/George Shearing Plays con l'etichetta Capitol.
Nel 1962 fu incisa una versione strumentale dal titolo Fly Me to the Moon - Bossa Nova da Joe Harnell, che divenne la versione di maggior successo, raggiungendo il 14# posto nella classifica di canzoni pop negli USA.
Il batterista jazz Roy Haynes, accompagnato da Roland Kirk, Tommy Flanagan al piano e Henry Grimes al basso registrò il brano per il suo album Out of the Afternoon della Impulse! Records, il 16 maggio 1962.

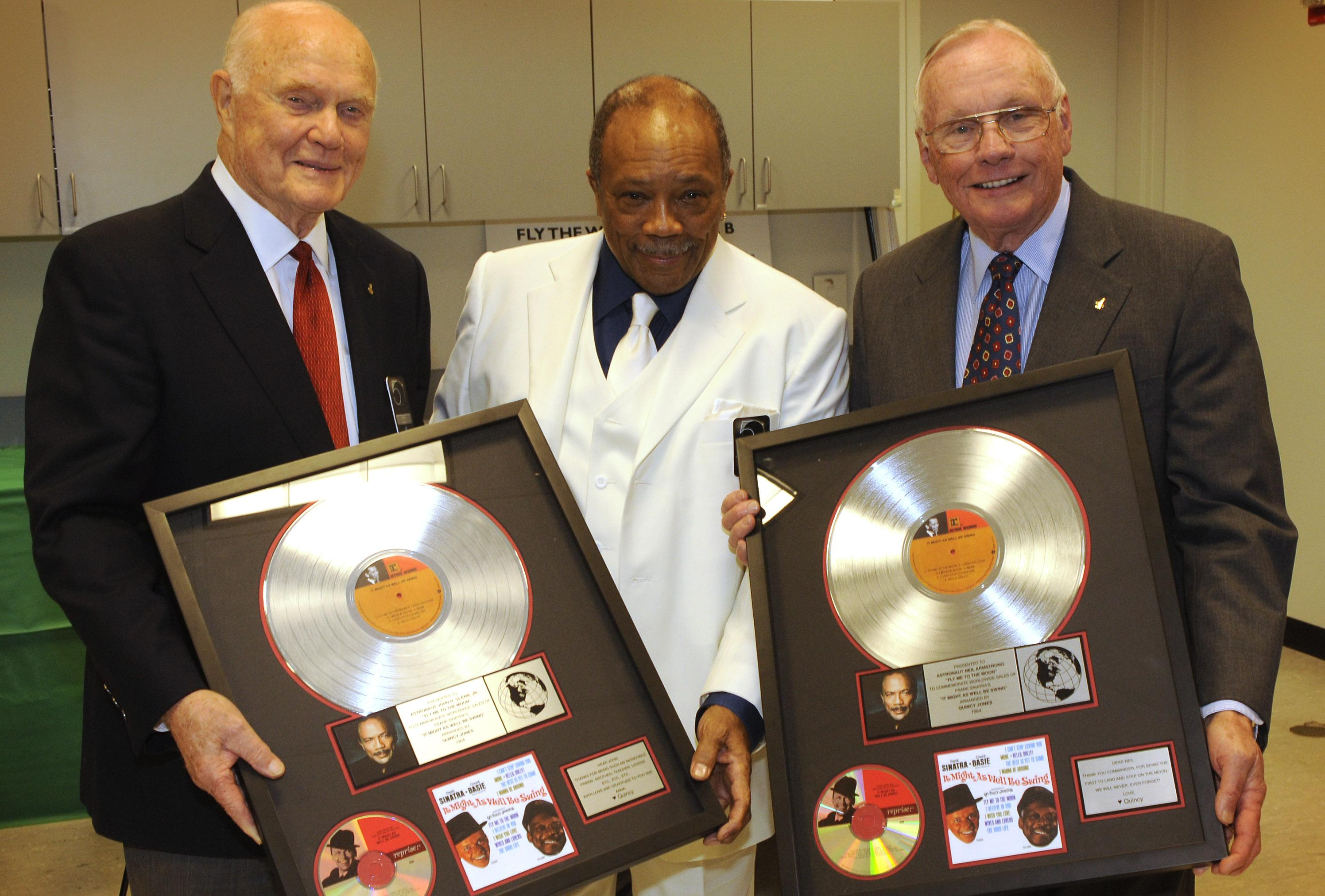
Quincy Jones regala i dischi di platino di Fly Me to the Moon al Senatore John Glenn e al Comandante dell'Apollo 11 Neil Armstrong.

La versione più nota al grande pubblico è quella che Frank Sinatra registrò nel 1964 nell'album It Might as Well Be Swing con l'orchestra di Count Basie. Proprio questa versione fu voluta da Buzz Aldrin come colonna sonora del primo viaggio sulla luna degli astronauti dell'Apollo 11.
Il brano è stato adattato in varie lingue tra cui lo spagnolo (Llévame a la Luna), il tedesco (Schiess mich doch zum Mond) e il francese (En d'autres mots) e l'italiano (Portami con te); tra le numerose esecuzioni quelle di Tony Bennett, Lady Gaga, Sarah Vaughan, Shirley Bassey, Perry Como, Connie Francis in due versioni (inglese e italiana), Paul Anka, Bobby Darin, Doris Day, Ella Fitzgerald, Rick Astley, Amy Winehouse, Judy Garland, Groove Armada, Joni James, Jack Jones, Julie London, Gregory Porter, Bobby Womack, Diana Krall, Marvin Gaye, Astrud Gilberto, Wes Montgomery, Anita O'Day, Vince Guaraldi, Tom Jones, Westlife, Dinah Washington, Oscar Peterson, Charlie Haden, Michael Bolton, Michael Bublé, Nina Simone, e in Italia di Andrea Bocelli, Mina (dal vivo nella versione swing) e Fausto Leali.

## Nella cultura di massa
- La canzone è la sigla di chiusura dell'anime giapponese Neon Genesis Evangelion, eseguita in diverse versioni (circa 20) da svariati cantanti. Sono state usate, tra le altre, le versioni di Claire Littley, la famosa seiyū giapponese Megumi Hayashibara e Yūko Miyamura.
- È leit motiv del film di Oliver Stone Wall Street e di Space Cowboys, diretto da Clint Eastwood.[4]
- Un remix della canzone è usata nelle sessioni di combattimento del videogioco Bayonetta.[5]
- Una cover della canzone, prodotta e arrangiata dal compositore coreano Jung Jae-il e cantata da Joo Won Shin, è inserita nel primo episodio della serie tv coreana Squid Game, prodotta e distribuita da Netflix.